# Râul Coveș
Râul Coveș este un curs de apă, afluent al râului Hârtibaciu. 